# Juan Gregorio Pujol
Juan Gregorio Pujol (Saladas, provincia de Corrientes, 8 de diciembre de 1817 - Buenos Aires, 18 de agosto de 1861) fue un abogado y político argentino, gobernador de su provincia natal entre 1852 y 1859 y ministro de Interior durante la presidencia de Santiago Derqui.

## Gobernador de Corrientes
Estudió derecho en la Universidad Nacional de Córdoba, de donde egresó en 1838. En 1843 regresó a Corrientes, donde se desempeñó como ministro de Guerra del general Joaquín Madariaga, y luego en la cartera de Relaciones Exteriores con el gobernador Benjamín Virasoro. Tras el mandato de este, fue elegido gobernador él mismo y asumió el 25 de agosto de 1852; en este cargo desarrolló una intensa actividad, tendiente sobre todo a soslayar el papel de Buenos Aires como principal puerto comercial del país.

## Política exterior
El 6 de abril de 1852 Pujol se había reunido con el vencedor de Caseros, Justo José de Urquiza, Vicente López y Planes, gobernador de Buenos Aires,  y representantes santafesinos, decidiendo en esa reunión llamar, en los términos del Pacto Federal de 1831, a un Congreso Constituyente para agosto del año siguiente. Junto con Santiago Derqui, recibió de Urquiza la tarea de elaborar un proyecto constitucional que resultara aceptable a los porteños; para ello, retomó varios aspectos del proyecto de Constitución Argentina de 1826 de Bernardino Rivadavia, lo que sin embargo no logró vencer las reticencias porteñas contra Urquiza.
El 29 de mayo participó en las deliberaciones de San Nicolás de los Arroyos, que finalmente concluyeron en la firma del acuerdo de San Nicolás, que otorgaba a Urquiza el directorio provisorio de la Confederación y convocaba para agosto a la realización de la Convención Constituyente, a la que cada una de las provincias enviaría dos representantes. El Proyecto llevaba su firma, aunque a la cabeza de la representación estuvo Virasoro.
La relación entre Pujol y Urquiza no estuvo extenta de dificultades, lo que aprovechó Bartolomé Mitre para sugerir al correntino que se le aliase tras retirar sus diputados de la Convención. Aunque Pujol rechazó la propuesta, las tensiones volverían a aparecer más tarde, cuando Urquiza enviara en 1856 a Tomás Guido para suscribir un tratado de amistad, comercio y navegación, con la intención de evitar que Corrientes siguiese su tradición de negociar sus propios términos con el país vecino.
En el gobierno de Pujol, un tema reiterado fue la ocupación paraguaya de los yerbatales en territorios correntinos, punto conflictivo por muchos años. La cuestión también la manifestó el naturalista Amado Bonpland en correspondencia al gobernador de Corrientes en 1853, preguntándose, ¿Cómo es posible que los paraguayos ocupen siempre las tranqueras y hagan yerba en los bosques de Corrientes?
Fue una preocupación constante del naturalista y científico la demarcación definitiva de los límites bilaterales los que, a su criterio, debían pasar por el río Paraná.
Esta situación se agravó a partir de 1858 cuando una expedición paraguaya -de aproximadamente 900 hombres, organizados en Itapúa- fueron destinados a quemar y destruir los yerbatales de las misiones, cuya jurisdicción reclamaba Corrientes. Según los informes entregados a las autoridades nacionales, la Guardia correntina en la zona era de solo 20 hombres armados, fuerza por demás insuficiente incapaz de impedir el atropello paraguayo y la destrucción de la plantación. Las consecuencias fueron que el yerbatal natural tardó más de un año  en reverdecer, con el consiguiente perjuicio a las familias que sobrevivían de su producción.
Para contrarrestar ese daño, el gobernador correntino consideró que el Gobierno Nacional debería involucrarse y tener un mayor compromiso en la cuestión ya que también este podía beneficiarse con la producción de yerba mate que se extraía de la zona en conflicto.

La situación en pocos meses más se agravó. Los reclamos correntinos crecían al igual que la gravedad de la ocupación, que se acrecentaba por la inacción de las autoridades nacionales. Para solucionar definitivamente la cuestión que se tornaba abusiva por el tiempo de su duración, Pujol pensó en utilizar organizadamente la fuerza, según se lo confesó a Santiago Derqui:
Le aseguro, sobre mi palabra de honor, que para reducir a pavesas todo el
poder de López, basta y sobra la Provincia de Corrientes, como también le aseguro que
ha de ser la guerra más popular y menos costosa de cuántas se han hecho y puedan
hacerse. Si no se quiere tomar este expediente, nos queda el de sacarlos a fuerza de
impuestos aduaneros, desde que la Confederación es su único mercado para sus frutos,
que también son del mismo género y especie que los nuestros.
A pesar de la tensa relación, en ninguna oportunidad se produjo un enfrentamiento militar de dimensiones relevantes; solo algunas escaramuzas esporádicas.

### Política comercial
Pujol continuó la línea de Virasoro, que había tomado una larga serie de medidas proteccionistas; mantuvo el arancel aduanero que había fijado este último en el 50% sobre el tabaco y la miel, así como las tasas de licencia de comercio y navegación. Sin embargo, tomó al mismo tiempo medidas para fomentar la circulación; creó dos nuevos puertos sobre el río Paraná —Empedrado y Yahapé—, ordenó el dragado del riacho de Goya a fin de facilitar el paso de embarcaciones de algún calado, e implementó una línea de vapores que unían los puertos de la provincia. La costa del río Uruguay —separado de su sección superior por el Salto Grande, de la inferior por los rápidos de Butuí, y menos poblado— languideció en contrapartida. Para prevenirlo, hizo refundar el pueblo de Monte Caseros en terrenos de Virasoro, haciéndolo capital de un departamento de 2.750 km².
Convencido de la necesidad de poblar —según el dictum alberdiano— para gobernar, Pujol se adelantó a las medidas de fomento de la inmigración en Argentina al proporcionar subsidios, ayudas y tierras a los inmigrantes que se afincasen a cultivar la tierra. La colonia de San Juan, en la que se asentaron franceses, fue el más ambicioso de estos proyectos, que sin embargo debió abandonarse por falta de infraestructura. 
No todas sus acciones pasaron sin oposición de las regiones vecinas; el arancel fijado a mediados de 1853 sobre los productos paraguayos destinados hacia el sur topó con la oposición del gobierno del Paraguay, cuyo presidente Carlos Antonio López denunció la medida y cerró sus puertos a los navíos correntinos. Las tratativas posteriores llevaron a que se derogaran ambos decretos, y se restableciera la normal relación. La prosperidad siguió limitada sobre todo por la falta de población, pero no menos de 90 comerciantes estaban radicados en el puerto de Corrientes hacia 1855, y entre las mercancías que llegaban a la capital provincial se contaban libros y maquinaria agrícola.

### Política educativa
Tras recabar informes de las autoridades locales, el 12 de octubre de 1853 Pujol presentó una Ley de Instrucción Primaria, la primera legislación educativa general sancionada en el país. El plan estableció una Escuela Normal en la capital correntina, donde formar preceptores y educadores para nutrir las escuelas departamentales; estableció la gratuidad y obligatoriedad de la instrucción primaria, la exclusiva competencia del Estado para proporcionarla, y el establecimiento de una escuela elemental de varones y una de mujeres en cada uno de los departamentos de la provincia. Cuatro años más tarde otra ley proyectada por Pujol crearía un conservatorio musical y una escuela de dibujo. Llamó también al anciano naturalista Aimé Bonpland, que residía en las inmediaciones de la actual ciudad de Monte Caseros, para hacerse cargo de la cura del museo de Ciencias Naturales creado ad hoc y al que el sabio donara sus colecciones particulares. En 1858 dictó los reglamentos para la dirección e inspección de las escuelas; la proyectada Escuela Normal se demoraría, sin embargo, por falta de personal calificado.

## Ministerio
Amigo personal de Santiago Derqui, Pujol asumió la cartera de Interior de su gobierno. Debió hacer frente al conflicto con Buenos Aires, cuya oposición iba en aumento. En ocasión de la firma de los tratados con España gestionados por Alberdi, que fomentaban el afincamiento de peninsulares, tuvo ocasión de un fuerte cruce con Carlos Tejedor, a la sazón canciller porteño. Cuando asumiera Mitre al frente de la provincia, el enfrentamiento se agudizó, y Pujol tuvo un encuentro con el paraguayo Francisco Solano López, de quien esperaban recibir fondos para financiar el previsible enfrentamiento con Buenos Aires.
Falleció en Buenos Aires, poco antes de que Derqui declarara a Buenos Aires en sedición y - tras la renuencia de Urquiza a prestarle apoyo - presentara su renuncia.
Una avenida y una escuela de la capital correntina llevan el nombre de Juan Pujol.